# ウィキペディアの編集によって投獄された編集者の一覧
ウィキペディアの編集によって投獄された編集者の一覧（ウィキペディアのへんしゅうによってとうごくされたへんしゅうしゃのいちらん）では、フリーコンテントのオンライン百科事典であるウィキペディアの記事を編集したことを理由に、投獄された編集者（利用者）について述べる。

## 国別の事例

### ベラルーシ
- マルク・ベルンシュテイン（Mark Bernstein、ロシア語: Марк Израйлевич Бернштейн）は、ロシア語版ウィキペディアの編集をおこなうベラルーシ人編集者であったが、2022年ロシアのウクライナ侵攻に関連するウィキペディアの複数の記事の編集が、戦時検閲について定めたロシアの2022年連邦法第32-ФЗ号 (Федеральный закон № 32-ФЗ 2022 года) に触れたとして、2022年3月11日に拘束され、 15日間の拘禁と3年間の自由制限の判決を受けた[1][2][3]。

- パヴェル・ペルニカウ（英語版）（Pavel Pernikaŭ、ベラルーシ語: Павел Аляксандравіч Пернікаў）[4]は、ベラルーシ語版ウィキペディアの編集をおこなうベラルーシ人編集者であったが、ベラルーシにおける政治的弾圧に関連して2件の編集をおこなったことを含め、「ベラルーシ共和国の名誉を毀損する」オンライン投稿をおこなったことを理由として、2022年4月7日に2年間の流刑地送りの判決を受けた[5][6][7]。

### サウジアラビア
- オサマ・カリド（英語版）（Osama Khalid、アラビア語: أسامة خالد）は、アラビア語版ウィキペディアの元管理者で、「国内における政治活動家の訴追に関して批判的な」編集をしたことで「世論を動揺させ」、「公共の倫理を侵した」として、2020年9月に5年間の投獄の判決を受けた[8]。カリドの刑期は、2022年9月に32年に引き延ばされたが、 アメリカ合衆国の非営利団体である「Democracy for the Arab World Now (DAWN)（英語版）」やレバノンの非政府組織「Social Media Exchange (SMEX)（英語版）」によれば、これは収監されている政治犯に下された刑期を長期化する一連の動きの一環であるという[9][10]。

- ジヤド・アル＝ソフィアニ（英語版）（Ziyad al-Sofiani、アラビア語: زياد السفياني）も、アラビア語版ウィキペディアの元管理者で、同様に「国内における政治活動家の訴追に関して批判的な」編集をしたことで「世論を動揺させ」、「公共の倫理を侵した」として訴追された。彼は、2020年9月に8年間の投獄の判決を受けた[8][9][10]。

### シリア
- バセル・カルタビル（英語版）（Bassel Khartabil、アラビア語: باسل خرطبيل）は、ウィキペディアを含む多数のオープンソース・プロジェクトに貢献していたが、2012年におそらくはオンラインでの活動に関連して拘束された。彼は、2015年にダマスカス近郊のアドラ刑務所（英語版）で、処刑された[11]。ウィキメディア財団をはじめ、複数の組織が彼の事績を称え、2017年から当面3年間を期限として「the Bassel Khartabil Free Culture Fellowship（バセル・カルタビル自由文化フェローシップ）」を創設した[12]。